# Clemens Westerhof
Clemens Westerhof (Beek, 3 de maio de 1940) é um ex-treinador de futebol neerlandês.

## Carreira

### Treinador na Holanda
Westerhof, que não seguiu carreira como jogador, estreou como técnico em 1976, no Vitesse, voltando ao clube na temporada 1984–85. Em seu país, comandou também o Feyenoord e o MVV.

### Nigéria
Porém, seu trabalho mais conhecido foi na Seleção Nigeriana, assumindo o cargo em 1989. Embora não tivesse classificado as Super Águias para a Copa do Mundo de 1990 (ficou em 2º lugar no Grupo 3 das eliminatórias africanas, atrás de Camarões), permaneceu até 1994, ano em que conquistou o Copa das Nações Africanas e levou a Nigéria às oitavas-de-final, perdendo para a Itália somente na prorrogação. Ficou quatro anos sem trabalhar até 1998, quando foi contratado para comandar a Seleção do Zimbábue, função que exerceria até 2000.

### Clubes africanos
Passou também por Mamelodi Sundowns, Dynamos Harare e Bush Bucks, último clube de sua carreira.

## Títulos
Nigéria
- Copa das Nações Africanas: 1994